# Agnete Warming
Agnete Christine Warming (20. april 1878 i København – 11. april 1960 smst.) var en dansk håndarbejdslærer og billedkunstner.
Warming blev uddannet fra Tegne- og Kunstindustriskolen for Kvinder. I 1903 blev hun gift med civilingeniør Kai Warming (1875 – 1965) og parret bosatte sig i Paris og senere Norge. I 1921 blev Agnete Warmning medlem af bestyrelsen for Dansk Kunstflidsforening, og var fra 1929 til 1943 foreningens formand. Hun stod i spidsen for et moderne undervisningsprogram for håndarbejde og for en offensiv indsats i forhold til udstillinger og pressekampagner, hvilket bidrog til at forbedre såvel foreningens renommé som økonomi.
Agnete Warmning blev særligt anerkendt for at oprette et læreridekursus i beskæftigelsesterapi, hvilket udviklede sig til Skolen for Beskæftigelsesterapi. Skolen blev anerkendt af Lægeforeningen og blev en selvejende institution under Indenrigsministeriet. I 1967 skiftede den navn til Ergoterapeutskolen – og eksisterer stadig.
For sin indsats modtog hun i 1943 Den Kongelige Belønningsmedalje i guld.